# 三相交流

三相交流の波形

三相交流（さんそうこうりゅう、英語: three-phase electric power）とは、起電力（電圧）の位相を120度（{\displaystyle 2\pi /3} [rad] ）ずつずらした3組の交流のことである。多相システムの一種で、現代の電力系統において主流の送電方法である。回転磁界を容易に作れることから大型の電動機や他の大型の負荷でも使用される。電動機への応用にはドイツの電機メーカーAEGが最も寄与した。
三相交流による送電（三相三線式）は同条件で比較した場合、単相交流（単相二線式）よりも導体の使用量が少なくて済むため経済的である。三相システムはガリレオ・フェラリス、ミハイル・ドリヴォ＝ドブロヴォルスキー、Jonas Wenströmとニコラ・テスラ達の働きによって1880年代末に発明された。

## 三相交流の種類

### 対称三相交流
三相交流のうち、起電力（電圧）の大きさが等しく、位相が120度ずつずれているものを特に対称三相交流という。式で表すと次の通り。

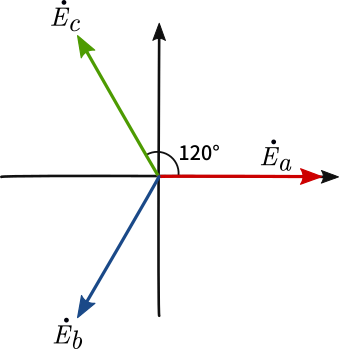
三相交流電圧のベクトル図

{\displaystyle {\begin{aligned}{\dot {E_{a}}}&=E\angle 0=Ee^{j0}=E\\{\dot {E_{b}}}&=E\angle -{\frac {2\pi }{3}}=Ee^{-j2\pi /3}\\{\dot {E_{c}}}&=E\angle -{\frac {4\pi }{3}}=Ee^{-j4\pi /3}\\\end{aligned}}}
瞬時値形式で書いた場合は次の通り。
{\displaystyle {\begin{aligned}e_{a}(t)&=E\sin(\omega t)\\e_{b}(t)&=E\sin(\omega t-{\frac {2}{3}}\pi )\\e_{c}(t)&=E\sin(\omega t-{\frac {4}{3}}\pi )\\\end{aligned}}}

### 対称三相交流の性質
対称三相交流であれば、三つの起電力の和は0になる。
{\displaystyle {\begin{aligned}{\dot {E_{a}}}+{\dot {E_{b}}}+{\dot {E_{c}}}&=0\\e_{a}(t)+e_{b}(t)+e_{c}(t)&=0\\\end{aligned}}}

#### 証明（瞬時値形式）
瞬時値形式とベクトル形式は、形が違うだけで同じものを指し示している。そのためどちらか一方の形式において、証明すれば十分なのだが、ここではそれぞれの形式における証明方法を記載している。
三角関数の加法定理を用いる。
{\displaystyle {\begin{aligned}e_{a}(t)+e_{b}(t)+e_{c}(t)&=E\left\{\sin \omega t+\sin \left(\omega t-{\frac {2}{3}}\pi \right)+\sin \left(\omega t-{\frac {4}{3}}\pi \right)\right\}\\&=E\left(\sin \omega t-{\frac {1}{2}}\sin \omega t-{\frac {\sqrt {3}}{2}}\cos \omega t-{\frac {1}{2}}\sin \omega t+{\frac {\sqrt {3}}{2}}\cos \omega t\right)\\&=0\end{aligned}}}
以上の計算により、三つの起電力の和が0になることが示された。

#### 証明（ベクトル形式）
オイラーの公式を用いる。
{\displaystyle {\begin{aligned}{\dot {E_{a}}}+{\dot {E_{b}}}+{\dot {E_{c}}}&=Ee^{j0}+Ee^{-j2\pi /3}+Ee^{-j4\pi /3}\\&=Ee^{j\theta }\left(1+e^{-j2\pi /3}+e^{-j4\pi /3}\right)\\&=Ee^{j\theta }\left(1+\cos {\frac {2}{3}}\pi -j\sin {\frac {2}{3}}\pi +\cos {\frac {4}{3}}\pi -j\sin {\frac {4}{3}}\pi \right)\\&=Ee^{j\theta }\left(1-{\frac {1}{2}}-j{\frac {\sqrt {3}}{2}}-{\frac {1}{2}}+j{\frac {\sqrt {3}}{2}}\right)\\&=0\\\end{aligned}}}
以上の計算により、三つの起電力の和が0になることが示された。

### 平衡三相交流
対称三相交流であり、各起電力に接続されている負荷インピーダンスがたがいに等しい（平衡負荷）場合を考える。
このとき各負荷に流れる電流は
{\displaystyle {\begin{aligned}{\dot {I_{a}}}&=I\angle -\theta =Ie^{-j\theta }\\{\dot {I_{b}}}&=I\angle -\left(\theta +{\frac {2\pi }{3}}\right)=Ie^{-j(\theta +2\pi /3)}\\{\dot {I_{c}}}&=I\angle -\left(\theta +{\frac {4\pi }{3}}\right)=Ie^{-j(\theta +4\pi /3)}\\\end{aligned}}}
となる。（{\displaystyle \theta }は電圧と電流の位相差）各負荷に流れる電流の大きさが等しく、電流の位相が120°ずつ異なる回路を三相平衡交流という。
瞬時値形式で書いた場合は次の通り。
{\displaystyle {\begin{aligned}i_{a}(t)&=I\sin(\omega t-\theta )\\i_{b}(t)&=I\sin(\omega t-\theta -{\frac {2}{3}}\pi )\\i_{c}(t)&=I\sin(\omega t-\theta -{\frac {4}{3}}\pi )\\\end{aligned}}}

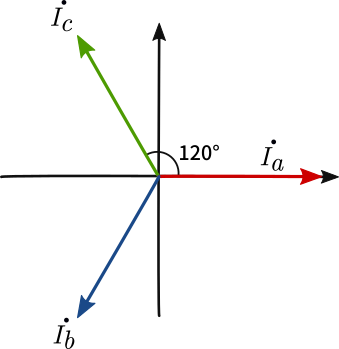
三相交流電流のベクトル図

平衡三相交流であれば、三つの電流の和は0になる。
{\displaystyle {\begin{aligned}{\dot {I_{a}}}+{\dot {I_{b}}}+{\dot {I_{c}}}&=0\\i_{a}(t)+i_{b}(t)+i_{c}(t)&=0\\\end{aligned}}}

### 三相不平衡交流
電圧・電流の大きさが一定でない、もしくは位相差が120°でない交流のことを三相不平衡交流という。各負荷のインピーダンスが等しくなかったり、短絡・地絡などの故障が起きたりした場合に三相不平衡交流となる。なおその回路のことを三相不平衡回路という。
三相不平衡回路の回路計算は複雑であるため、2つの対称三相交流と1つの単相交流に変換し対称交流回路と単相回路として扱う対称座標法と呼ばれる計算方法が用いられる。

## 電源と負荷の接続方式
三相交流によって電源と負荷を接続する場合、例えば図のように接続する。

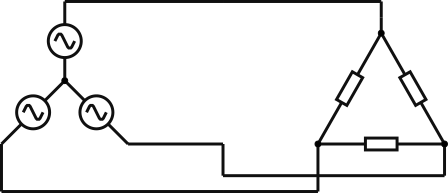
Y-Δ接続
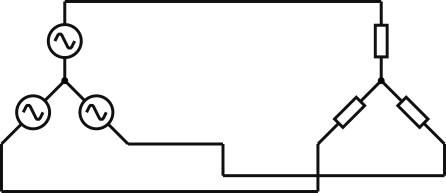
Y-Y接続
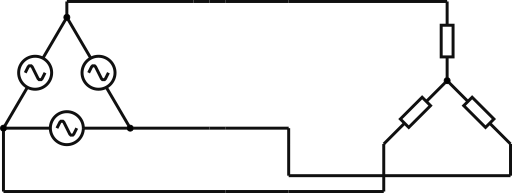
Δ-Y接続
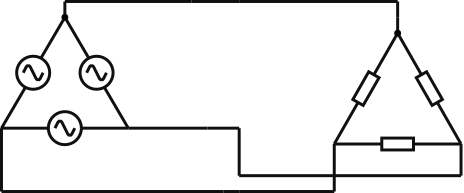
Δ-Δ接続

これらの接続方式を順に、Y-Δ接続・Y-Y接続・Δ-Y接続・Δ-Δ接続と呼ぶ。

## 三相平衡回路の性質

### 中性線の省略

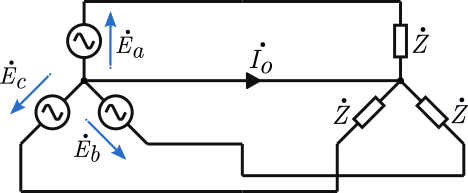
中性線ありのY-Y接続

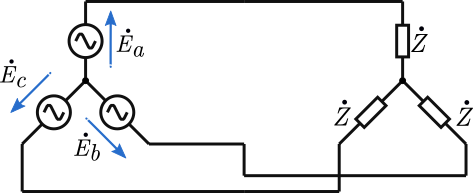
中性線を取り除いたY-Y接続

図のように電源と負荷を接続した場合を考える。（この接続方式をY-Y接続 という）電源は対称三相交流、負荷は同じインピーダンス（平衡負荷） とする。
このとき中性線に流れる電流は0になり、中性点間の導線を取り除くことができる。

#### 導出
上記回路（中性点を省略していない方）に重ねの理を適用する。電源が{\displaystyle {\dot {E_{a}}}}だけの回路における電流{\displaystyle {\dot {I_{o}}}}を{\displaystyle {\dot {I_{o}}}^{\prime }}、
同様に電源が{\displaystyle {\dot {E_{b}}}}だけの電流を{\displaystyle {\dot {I_{o}}}^{\prime \prime }}、{\displaystyle {\dot {E_{c}}}}だけの電流を{\displaystyle {\dot {I_{o}}}^{\prime \prime \prime }}とする。

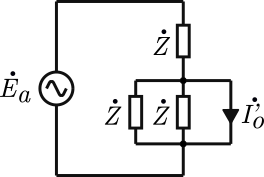
電源Eaのみの回路図（重ねの理）

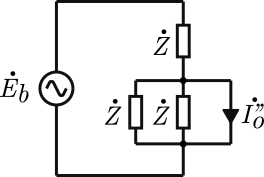
電源Ebのみの回路図（重ねの理）

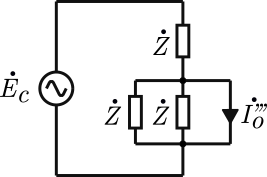
電源Ecのみの回路図（重ねの理）

すると次のような回路となるから、負荷インピーダンスを{\displaystyle {\dot {Z}}}とすると
{\displaystyle {\begin{aligned}{\dot {I_{o}}}^{\prime }&={\frac {\dot {E_{a}}}{\dot {Z}}}\\{\dot {I_{o}}}^{\prime \prime }&={\frac {\dot {E_{b}}}{\dot {Z}}}\\{\dot {I_{o}}}^{\prime \prime \prime }&={\frac {\dot {E_{c}}}{\dot {Z}}}\\\end{aligned}}}
と求めることができる。重ねの理より{\displaystyle {\dot {I_{o}}}}は
{\displaystyle {\begin{aligned}{\dot {I_{o}}}&={\dot {I_{o}}}^{\prime }+{\dot {I_{o}}}^{\prime \prime }+{\dot {I_{o}}}^{\prime \prime \prime }\\&={\frac {1}{\dot {Z}}}({\dot {E_{a}}}+{\dot {E_{b}}}+{\dot {E_{c}}})\\\end{aligned}}}
となる。ここで対称三相交流の性質で解説したように{\displaystyle {\dot {E_{a}}}+{\dot {E_{b}}}+{\dot {E_{c}}}=0}であるから
{\displaystyle {\dot {I_{o}}}=0}
が成り立ち、中性点間の導線を取り除いても構わないことが分かる。

### 伝送電力の瞬時値が一定
三相平衡回路の、伝送電力の瞬時値{\displaystyle p(t)}は、常に
{\displaystyle p(t)={\frac {3}{2}}VI\cos {\theta }}
となる。ただし{\displaystyle V}は各起電力の最大電圧値、{\displaystyle I}は各起電力に流れる最大電流値、{\displaystyle \cos {\theta }}は力率である。

#### 導出
三相平衡回路の起電力の瞬時値・三相平衡回路に流れる電流の瞬時値は、次のように書ける。（{\displaystyle \theta }は電圧と電流の位相差）
{\displaystyle \left\{{\begin{aligned}v_{a}(t)&=V\sin(\omega t)\\v_{b}(t)&=V\sin(\omega t-{\frac {2}{3}}\pi )\\v_{c}(t)&=V\sin(\omega t-{\frac {4}{3}}\pi )\\\end{aligned}}\right.}
{\displaystyle \left\{{\begin{aligned}i_{a}(t)&=I\sin(\omega t+\theta )\\i_{b}(t)&=I\sin(\omega t+\theta -{\frac {2}{3}}\pi )\\i_{c}(t)&=I\sin(\omega t+\theta -{\frac {4}{3}}\pi )\\\end{aligned}}\right.}
これらの式を{\displaystyle p(t)}の定義式
{\displaystyle p(t)=v_{a}(t)i_{a}(t)+v_{b}(t)i_{b}(t)+v_{c}(t)i_{c}(t)}
に代入して計算を進める。途中の式変形で三角関数の積和公式を用いている。
{\displaystyle {\begin{aligned}p(t)&=v_{a}(t)i_{a}(t)+v_{b}(t)i_{b}(t)+v_{c}(t)i_{c}(t)\\&=VI\left\{\sin(\omega t)\sin(\omega t+\theta )+\sin(\omega t-{\frac {2\pi }{3}})\sin(\omega t+\theta -{\frac {2\pi }{3}})+\sin(\omega t-{\frac {4\pi }{3}})\sin(\omega t+\theta -{\frac {4\pi }{3}})\right\}\\&={\frac {1}{2}}V\left\{\cos(-\theta )-\cos(2\omega t+\theta )+\cos(-\theta )-\cos(2\omega t+\theta -{\frac {4\pi }{3}})+cos(-\theta )-\cos(2\omega t+\theta -{\frac {8\pi }{3}})\right\}\\&={\frac {3}{2}}VI\cos \theta +{\frac {1}{2}}V\left\{I\sin(\omega ^{\prime }t+\theta ^{\prime })+I\sin(\omega ^{\prime }t+\theta ^{\prime }-{\frac {2}{3}}\pi )+I\sin(\omega ^{\prime }t+\theta ^{\prime }-{\frac {4}{3}}\pi )\right\}\end{aligned}}}
{\displaystyle \omega ^{\prime }=2\omega ,\theta ^{\prime }=\theta -\pi /2}とおいた。右式第二項は0になる。よって{\displaystyle p(t)}は
{\displaystyle p(t)={\frac {3}{2}}VI\cos {\theta }}
となる。

## 結線方法
電源の接続方法には、Y結線・Δ結線・V結線の三つがある。ここでは電源の結線方法しか述べていないが、負荷にもY結線・Δ結線が存在する。
負荷結線の、相電流・相電圧・線電流・線間電圧の定義は、電源と同じである。

### Y結線

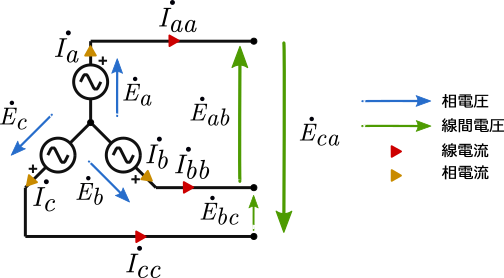
三相交流におけるY結線図

Y結線（ワイけっせん, ほしがたけっせん, スターけっせん）は、三相各相をその一端の中性点で接続する結線。星形結線（ほしがたけっせん）、スター結線とも表記する。
各相間の電位差を線間電圧（せんかんでんあつ）といい、各相と大地間の電位差を相電圧（そうでんあつ）という。また、結線外の各相の電流を線電流（せんでんりゅう）といい、結線内の各相の電流を相電流（そうでんりゅう）という。
Y結線における、線間電圧と相電圧の関係は次の通り。
- 線間電圧の大きさは、相電圧の大きさの{\displaystyle {\sqrt {3}}}倍に等しい
- 線間電圧の位相は、線間電圧の正極性につながっている相電圧よりも30°進んでいる
- 線間電流は線電流に等しい

上の三つの関係を数式で表すと
{\displaystyle {\begin{aligned}{\dot {E}}_{ab}&={\sqrt {3}}{\dot {E_{a}}}\angle {\frac {\pi }{6}}\\{\dot {E}}_{bc}&={\sqrt {3}}{\dot {E_{b}}}\angle {\frac {\pi }{6}}\\{\dot {E}}_{ca}&={\sqrt {3}}{\dot {E_{c}}}\angle {\frac {\pi }{6}}\\{\dot {I}}_{aa}&={\dot {I}}_{a}\\{\dot {I}}_{bb}&={\dot {I}}_{b}\\{\dot {I}}_{cc}&={\dot {I}}_{c}\\\end{aligned}}}
となる。

### Δ結線

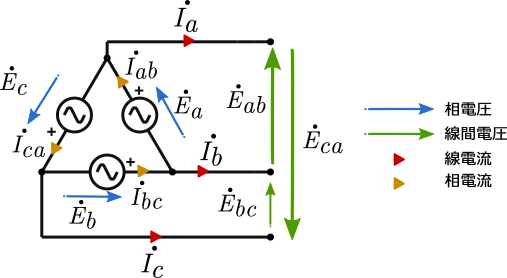
三相交流におけるΔ結線図

Δ結線（デルタけっせん, さんかくけっせん）は、三相各相を相電圧が加わる向きに接続し閉回路とする結線。三角結線（さんかくけっせん）、デルタ結線とも表記する。
Δ結線における、線電流と相電流の関係は次の通り。
- 線電流の大きさは、相電流の大きさの{\displaystyle {\sqrt {3}}}倍に等しい
- 線電流の位相は、対応する相電流[注釈 1]に対して30°遅れている
- 線間電圧は相電圧に等しい

上の三つの関係を数式で表すと
{\displaystyle {\begin{aligned}{\dot {I_{a}}}&={\sqrt {3}}{\dot {I}}_{ab}\angle -{\frac {\pi }{6}}\\{\dot {I_{b}}}&={\sqrt {3}}{\dot {I}}_{bc}\angle -{\frac {\pi }{6}}\\{\dot {I_{c}}}&={\sqrt {3}}{\dot {I}}_{ca}\angle -{\frac {\pi }{6}}\\{\dot {E}}_{ab}&={\dot {E}}_{a}\\{\dot {E}}_{bc}&={\dot {E}}_{b}\\{\dot {E}}_{ca}&={\dot {E}}_{c}\\\end{aligned}}}
となる。
Y結線とΔ結線の相電圧と相電流の差を利用し、かご形三相誘導電動機をY結線で始動し、途中でΔ結線に切り替えることによって始動電流を3分の1に抑えるスターデルタ始動法（Y-Δ始動法）が存在する。

### V結線

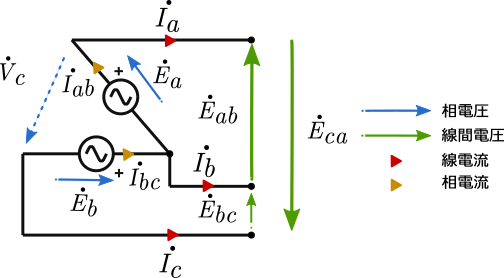
三相交流におけるV結線図

V結線（ブイけっせん）は、Δ結線より三相のうち一相を除いた結線である。

### Δ結線との関係
取り除かれた電源の端子間には、Δ結線のときと同じ電圧が発生する。したがって、V結線であってもΔ結線と同じように三相交流は供給される。
ただし有効電力の値はΔ結線の{\displaystyle 1/{\sqrt {3}}}倍となり、線電流が同じであれば、V結線の相電流はΔ結線の相電流の{\displaystyle {\sqrt {3}}}倍となる。

#### 導出
V結線の回路図より
{\displaystyle {\dot {V_{c}}}=-({\dot {E_{a}}}+{\dot {E_{b}}})}
である。またΔ結線の回路図より
{\displaystyle {\begin{aligned}{\dot {E_{a}}}+{\dot {E_{b}}}+{\dot {E_{c}}}&=0\\{\dot {E_{c}}}&=-({\dot {E_{a}}}+{\dot {E_{b}}})\\\end{aligned}}}
となる。{\displaystyle {\dot {V_{c}}},{\dot {E_{c}}}}両式を比較すると{\displaystyle {\dot {V_{c}}}={\dot {E_{c}}}}が成り立つ。

### 線間電圧と相電圧、線電流と相電流
V結線における線電流と相電流、線間電圧と相電圧の関係は次の通り。
- 線間電流の大きさは線電流の大きさに等しい（位相は異なる場合がある）
- 線間電圧の位相と大きさは、相電圧の位相と大きさに等しい

上の関係を数式で表すと次の通り。
{\displaystyle {\begin{aligned}{\dot {I}}_{ab}&={\dot {I}}_{a}\\{\dot {I}}_{bc}&=-{\dot {I}}_{c}\\{\dot {I}}_{bc}-{\dot {I}}_{ab}&={\dot {I}}_{b}\\{\dot {E}}_{ab}&={\dot {E}}_{a}\\{\dot {E}}_{bc}&={\dot {E}}_{b}\\{\dot {E}}_{ca}&={\dot {V}}_{c}=-({\dot {E_{a}}}+{\dot {E_{b}}})\\\end{aligned}}}

## 三相交流電力

### 有効電力
Y結線・Δ結線における有効電力{\displaystyle P}は、線間電圧を{\displaystyle V_{l}}、線電流を{\displaystyle I_{l}}、力率を{\displaystyle \cos \theta }
とすると、
{\displaystyle P={\sqrt {3}}\ V_{l}I_{l}\cos \theta }
で表される。V結線の有効電力{\displaystyle P_{v}}は
{\displaystyle P_{v}=\ V_{l}I_{l}\cos \theta }
となる。

### 皮相電力・複素電力・無効電力
Y結線・Δ結線における皮相電力{\displaystyle S}、複素電力{\displaystyle {\dot {S}}}、無効電力{\displaystyle Q}は
{\displaystyle {\begin{aligned}S&={\sqrt {3}}\ V_{l}I_{l}\\{\dot {S}}&={\sqrt {3}}\ V_{l}I_{l}e^{j\theta }\\Q&={\sqrt {3}}\ V_{l}I_{l}\sin \theta \\\end{aligned}}}
である。

## 三相交流送電のメリット
三相交流による送電は、単相交流によるものと比較し以下のような利点がある。
1. 電線一本あたりの送電電力が大きい。
2. 同じ送電電力ならば、電線の質量を低減できる[25]。
3. 三相交流から単相交流を取り出すことができる。
4. 三相交流からは回転磁界を容易に得られる。（かご形三相誘導電動機）

3、4が正しいことは明らかである。しかし1、2が本当に正しいかどうかは、すぐにはわからない。ここでは1、2となる理由について解説する。

### 電線1線あたりの送電電力の比較
下の表は電線1線あたりの送電電力を比較したものである。
| 送電方式   | 送電電力[W]                               | 1線あたりの送電電力[W]                                 | 送電電力比率[%] |
| ---------- | ----------------------------------------- | ------------------------------------------------------ | --------------- |
| 単相二線式 | {\displaystyle EI\cos \theta }            | {\displaystyle {\frac {EI}{2}}\cos \theta }            | 100             |
| 三相三線式 | {\displaystyle {\sqrt {3}}EI\cos \theta } | {\displaystyle {\frac {{\sqrt {3}}EI}{3}}\cos \theta } | 115             |

三相三線式のほうが送電電力比率が大きいことが分かる。

### 電線の質量の比較
次の手順で単相交流と三相交流の、電線の質量比較を行う。ただし同じ条件にするため、同一電力{\displaystyle P[{\text{W}}]}・同一線間電圧{\displaystyle E[{\text{V}}]}・同一力率{\displaystyle \cos \theta }・同一電力損失{\displaystyle P_{l}[{\text{W}}]}・同一電線材料での比較とする。
また、電線の長さを{\displaystyle l[{\text{km}}]}とする。
1. 単相交流と三相交流の電流比を求める
2. 抵抗比を求める
3. 電線の断面積比を求める
4. 電線質量比を求める

#### 電流比
単相二線式の線電流を{\displaystyle I_{1}[{\text{A}}]}、三相三線式の線電流を{\displaystyle I_{3}[{\text{A}}]}とすれば
{\displaystyle {\begin{aligned}I_{1}&={\frac {P}{E\cos \theta }}\\I_{3}&={\frac {P}{{\sqrt {3}}E\cos \theta }}\\\end{aligned}}}
となるため、電流比は
{\displaystyle {\frac {I_{3}}{I_{1}}}={\frac {\frac {P}{{\sqrt {3}}E\cos \theta }}{\frac {P}{E\cos \theta }}}={\frac {1}{\sqrt {3}}}}
となる。

#### 抵抗比
単相二線式における一線あたりの抵抗を{\displaystyle R_{1}[\Omega ]}、三相三線式における一線あたりの抵抗を{\displaystyle R_{3}[\Omega ]}とすると
{\displaystyle P_{l}=2R_{1}{I_{1}}^{2}=3R_{3}{I_{3}}^{2}}
となるから、抵抗比は
{\displaystyle {\frac {R_{3}}{R_{1}}}={\frac {2{I_{1}}^{2}}{3{I_{3}}^{2}}}={\frac {2}{3}}\times {\frac {3}{1}}=2}
となる。

#### 断面積比
電線材料の体積抵抗率を{\displaystyle \rho [\Omega \cdot {\text{m}}]}とする。さらに単相二線式の場合の断面積を{\displaystyle A_{1}[{\text{cm}}^{2}]}、三相三線式の場合の断面積を{\displaystyle A_{3}[{\text{cm}}^{2}]}とすれば
{\displaystyle {\begin{aligned}R_{1}&={\frac {\rho l}{A_{1}}}\times 10^{5}\\R_{3}&={\frac {\rho l}{A_{3}}}\times 10^{5}\\\end{aligned}}}
となり
{\displaystyle {\begin{aligned}A_{1}&={\frac {\rho l}{R_{1}}}\times 10^{5}\\A_{3}&={\frac {\rho l}{R_{3}}}\times 10^{5}\\\end{aligned}}}
となるから、断面積比は
{\displaystyle {\frac {A_{3}}{A_{1}}}={\frac {{\frac {\rho l}{R_{3}}}\times 10^{5}}{{\frac {\rho l}{R_{1}}}\times 10^{5}}}={\frac {R_{1}}{R_{3}}}={\frac {1}{2}}}
となる。

#### 電線質量比
電線材料の密度を{\displaystyle \sigma [{\text{kg}}/{\text{cm}}^{3}]}とする。単相二線式の全電線重量を{\displaystyle W_{1}[{\text{kg}}]}、三相三線式の全電線質量を{\displaystyle W_{3}[{\text{kg}}]}とすると
{\displaystyle {\begin{aligned}W_{1}&=2\sigma A_{1}l\times 10^{5}\\W_{3}&=3\sigma A_{3}l\times 10^{5}\\\end{aligned}}}
となるから、重量比は
{\displaystyle {\frac {W_{3}}{W_{1}}}={\frac {3\sigma A_{3}l\times 10^{5}}{2\sigma A_{1}l\times 10^{5}}}={\frac {3A_{3}}{2A_{1}}}={\frac {3}{2}}\times {\frac {1}{2}}={\frac {3}{4}}}
と求まる。同一条件の場合、三相三線式で送電したほうが単相二線式で送電するよりも、75%の電線重量で済むことが示された。

## 相の呼び方
| 相順   | 電源記号 | 変圧器端子 | 変圧器端子 |
| 相順   | 電源記号 | 入力       | 出力       |
| ------ | -------- | ---------- | ---------- |
| 第一相 | R        | U          | u          |
| 第二相 | S        | V          | v          |
| 第三相 | T        | W          | w          |
| 第四相 | N        | O          | o          |

- A相、B相、C相という表記もある[3]

三相交流の波形

- 三相4線式の場合、第四相は中性相、中相ともいう。

## 動力と電灯の使用例
本来電灯は蛍光灯や白熱灯といった照明器具という意味で、動力は機械を動かす力という意味で使用される。
だが、本来の意味とは異なる意味でこれらの語句が使用されることがある。ここではその例を見ていく。

### 配電線
電柱に設置されている配電線のうち、三相交流を三相三線式200Vで送電している配電線を低圧動力線と呼ぶ。
一方、単相交流を単相三線式100V/200Vで送電している配電線を低圧電灯線と呼ぶ。

### 動力と電源
蛍光灯や白熱灯といった照明器具および単相100V・単相200Vで使用する電気機器以外の電気機器を動力という。
三相電源で使用されるエアコンやエレベータなどが動力にあたる。
また、三相電源のことを動力電源という。

### 料金プラン
電力会社の料金プランに電灯・動力の語句が使われることがある。
例えば北海道電力には従量電灯という料金プランが存在する。プランの適用対象は「照明器具および単相交流で動作する電気機器を使用する場合」となっている。
また東京電力には動力プランという料金プランが存在する。プランの適用対象は三相交流を使用する電気機器（例：大型エアコン）を使用する場合となっている。

### 動力（三相電源）への単相負荷接続
JIS C4526-1 3.4.9全極遮断には、機器用スイッチは「単相交流機器及び直流機器にあっては，一つのスイッチ作用で実質的に同時に両方の電源電線を遮断すること，又は3以上の電源電線に接続された機器にあっては，接地された導体を除き1回のスイッチ作用で実質的に同時に全ての電源電線を遮断すること」と規定されている。従って、片切スイッチ及びスイッチング回路を使用した単相機器を、三相電源のR-Tに接続して使用することは技術基準に違反する。また電力会社との約款に違反するケースもある。

## 送電方式
具体的な送電方式として、以下のような方法がある。
- 三相3線式
  - 低圧三相3線式
  - 高圧三相3線式
  - 20kV／30kV級三相3線式
- 三相4線式
  - 低圧三相4線式
  - 11.4kV Y結線特別高圧三相4線式
  - 電灯・動力共用三相4線式
    - 電灯・動力共用YΔ三相4線式変圧器
    - 異容量V結線三相4線式